# Globovula cavanaghi
Globovula cavanaghi is een slakkensoort uit de familie van de Ovulidae. De wetenschappelijke naam van de soort is voor het eerst geldig gepubliceerd in 1931 door Tom Iredale.